# Генрі Лістер Джеймсон
Генрі Лістер Джеймсон (англ. Henry Lyster Jameson; 1874–1922) — англійський зоолог, який вивчав процес формування перлів. Він також зробив внесок у спелеологію.

## Біографія
Генрі Лістер Джеймсон здобув освіту в Трініті-коледжі Дубліна. У 1895 році він разом з Едуардом Альфредом Мартелем досліджував печери Мербл Арч Кейвс і був першим, хто описав фауну печери Мітчелстоун.
Після року навчання в Королівському коледжі науки у Лондоні Джеймсон вивчав зоологію під керівництвом Отто Бючлі у Гейдельберзькому університеті і у 1898 році написав дисертацію про ехіуру Thalassema neptuni. Ставши головою центральної станції у Британської Нової Гвінеї, він вивчав причини утворення перлів. Він продовжував дослідження у Ланкаширській морській рибальській станції на острові Піел, Барроу-ін-Фернес, розвиваючи паразитичну теорію утворення перлів у звичайній морській мідії. Після того, як у нього почався туберкульоз легень, вирушив у Південну Африку, де працював у Департаменті освіти провінції Натал, а пізніше викладав у Технічному коледжі в Йоганнесбурзі.
Разом з Іден і Сідар Полами Джеймсон також брав активну участь у роботі Ліги плебеїв, для якої він написав вступний підручник з психології і зробив «напружені спроби розвинути психологію» як важливий компонент освіти робітників у Лізі.

## Внесок в зоологію
Генрі Лістер Джеймсон описав ряд таксонів, у тому числі Pronolagus randensis.

## Наукові праці
- Contributions to the anatomy and histology of Thalassema neptunii Gaertner, 1899. Jena : G. Fischer, 1899.
- On the origin of pearls, 1902
- Studies on pearl-oysters and pearls. Pt. 1. Structure of the shell and pearls of the Ceylon pearl-oyster (Margaritifera vulgaris Schumacher); with an examination of the cestode theory of pearl-production, 1912
- Jameson, Henry Lyster; Drummond, Jack Cecil; Coward, Katharine Hope (1922). Synthesis of Vitamin A by a Marine Diaton (Nitzschia closterium W Sm.) growing in Pure Culture. Biochemical Journal. London. 16: 482—485. Процитовано 25 липня 2012.
- Outline of psychology, Plebs' League, 1922. 6th ed., 1933, revised and expanded by Eden and Cedar Paul.